# Crepidium
Genre
Synonymes
- Pterochilus Hook. & Arn. (1832)[1]
- Pseudoliparis Finet (1907)[2]
- Fingardia Szlach. (1995)[3]
- Seidenfia Szlach. (1995)[3]
- Seidenforchis Marg. (2006)[4]

Crepidium est un genre de plante de la famille des Orchidaceae, de la sous-famille des Epidendroideae et de la tribu des Malaxideae. Le synonyme Seidenfia Szlach. rend hommage à l'orchidologue Gunnar Seidenfaden (1908-2001). Les différentes espèces sont originaires d'Asie, tempérée et tropicale, d'Australie et du Pacifique.

## Publication originale
- (nl) Blume C.L., Bijdragen tot de flora van Nederlandsch Indië 6, t. 2, 1825, f. 63.